# セサル・マルティン
セサル・マルティン・ビジャール（César Martín Villar、1977年4月3日 - ）は、スペイン・オビエド出身の元同国代表サッカー選手、サッカー指導者。ポジションはDF（センターバック）。

## 経歴

### クラブ
アストゥリアス州オビエドに生まれ、1994年にレアル・オビエドからデビューした。1994-95シーズンはクロアチア人のニコラ・イェルカン監督に抜擢されてリーグ戦17試合に出場し、9位でシーズンを終えた。1998-99シーズンは31試合に出場して4得点を挙げた。
1999年夏、移籍金約740万ユーロでデポルティーボ・ラ・コルーニャに移籍した。デポルティーボではリーグ、コパ・デル・レイのタイトルを1回、スーペルコパ・デ・エスパーニャのタイトルを2回獲得したが、絶対的なレギュラーではなく、リーグ戦のシーズン最多出場は2002-03シーズンの20試合にとどまった。怪我などによりホアキン・カパロス監督の信頼を失い、2006年7月18日にレバンテUDに移籍した。レバンテUDでも怪我がちであり、リーグ戦でわずか3試合の出場にとどまったほか、アトレティコ・マドリード戦(0-3)では退場処分を受けた。2007年1月31日、双方合意の下でレバンテUDとの契約を解除し、イングランド・プレミアリーグのボルトン・ワンダラーズFCと2006-07シーズン終了までの短期間の契約を結んだ。4月28日のチェルシーFC戦でプレミアリーグデビューしたが、契約は延長されず、シーズン終了後にセグンダ・ディビシオン（2部）のエルクレスCFに移籍した。2009年夏には同じセグンダ・ディビシオンのCDカステリョンと2年契約（1年の延長オプション付き）を結んだが、2009-10シーズン終了後にセグンダ・ディビシオンB（3部）降格が決定するとチームを離れた。

### 代表
1999年8月18日、ワルシャワで行われたポーランドとの親善試合(2-1)でスペイン代表デビューした。UEFA欧州選手権2000予選では持ち味である空中戦の強さを生かしてヘディングで2得点を決めている。代表デビュー直後は将来の可能性を感じさせたが、主に負傷によるコンディション低下の影響などでキャリアを奪われ、カルレス・プジョルやパブロ・イバニェスの控えに甘んじた。2004年、最後の出場となったアンドラ戦で通算3得点目を決めた。その直後にはUEFA欧州選手権2004に出場したが、出場機会はなかった。

## 個人成績

### 代表での得点
| # | 開催日         | 開催地                                         | 対戦国     | スコア | 結果 | 大会               |
| - | -------------- | ---------------------------------------------- | ---------- | ------ | ---- | ------------------ |
| 1 | 1999年9月8日   | バダホス、エスタディオ・ヌエボ・ビベーロ       | キプロス   | 7-0    | 8-0  | UEFA EURO 2000予選 |
| 2 | 1999年10月10日 | アルバセテ、エスタディオ・カルロス・ベルモンテ | イスラエル | 2-0    | 3-0  | UEFA EURO 2000予選 |
| 3 | 2004年6月5日   | ヘタフェ、コリセウム・アルフォンソ・ペレス     | アンドラ   | 3-0    | 4-0  | 親善試合           |

## タイトル

### クラブ
- デポルティーボ・ラ・コルーニャ

リーガ・エスパニョーラ (1) : 1999-2000
コパ・デル・レイ (1) : 2001-2002
スーペルコパ・デ・エスパーニャ (2) : 2000, 2002

### 代表
- U-18スペイン代表

UEFA U-18欧州選手権 (1) : 1995